# Kršin
Kršin (hrđobrada, brkaš, lat. Chrysopogon),  rod korisnih trajnica iz porodice trava. Domaće područje ovog roda je tropski i suptropski dio Starog svijeta do Pacifika, južnog središnjeg i jugoistočnog SAD-a  do Kube.
Na popisu je 50 vrsta, a u Hrvatskoj je jednini predstavnik primorski ili puckasti kršin, 
C. gryllus, 

## Vrste
1. Chrysopogon aciculatus (Retz.) Trin.
2. Chrysopogon argutus (Nees ex Steud.) Trin. ex B.D.Jacks.
3. Chrysopogon asper B.Heyne ex Blatt. & McCann
4. Chrysopogon aucheri (Boiss.) Stapf
5. Chrysopogon borneensis Henrard
6. Chrysopogon castaneus Veldkamp & C.B.Salunkhe
7. Chrysopogon celebicus Veldkamp
8. Chrysopogon copei N.Mohanan & Ravi
9. Chrysopogon crevostii A.Camus
10. Chrysopogon elongatus (R.Br.) Benth.
11. Chrysopogon fallax S.T.Blake
12. Chrysopogon festucoides (J.Presl) Veldkamp
13. Chrysopogon filipes (Benth.) Reeder
14. Chrysopogon fulvibarbis (Trin.) Veldkamp
15. Chrysopogon fulvus (Spreng.) Chiov.
16. Chrysopogon gryllus (L.) Trin.
17. Chrysopogon hackelii (Hook.f.) C.E.C.Fisch.
18. Chrysopogon hamiltonii (Hook.f.) Haines
19. Chrysopogon humbertianus A.Camus
20. Chrysopogon intercedens Veldkamp
21. Chrysopogon lancearius (Hook.f.) Haines
22. Chrysopogon latifolius S.T.Blake
23. Chrysopogon lawsonii (Hook.f.) Veldkamp
24. Chrysopogon macleishii Cope
25. Chrysopogon micrantherus Veldkamp
26. Chrysopogon narayaniae Sunil, Ratheesh & Sivad.
27. Chrysopogon nemoralis (Balansa) Holttum
28. Chrysopogon nigritanus (Benth.) Veldkamp
29. Chrysopogon nodulibarbis (Hochst. ex Steud.) Henrard
30. Chrysopogon oliganthus Veldkamp
31. Chrysopogon orientalis (Desv.) A.Camus
32. Chrysopogon pallidus (R.Br.) Trin. ex Steud.
33. Chrysopogon pauciflorus (Chapm.) Benth. ex Vasey
34. Chrysopogon perlaxus Bor
35. Chrysopogon plumulosus Hochst.
36. Chrysopogon polyphyllus (Hack. ex Hook.f.) Blatt. & McCann
37. Chrysopogon pseudozeylanicus K.G.Bhat & Nagendran
38. Chrysopogon purushothamanii Ravi, N.Mohanan & Kiran Raj
39. Chrysopogon rigidus (B.K.Simon) Veldkamp
40. Chrysopogon schmidianus A.Camus
41. Chrysopogon serrulatus Trin.
42. Chrysopogon setifolius Stapf
43. Chrysopogon shrirangii Tarbej, Pooja Mane & Potdar
44. Chrysopogon subtilis (Steud.) Miq.
45. Chrysopogon sylvaticus C.E.Hubb.
46. Chrysopogon tadulingamii Sreek., V.J.Nair & N.C.Nair
47. Chrysopogon tenuiculmis Henrard
48. Chrysopogon velutinus (Hook.f.) Bor
49. Chrysopogon verticillatus (Roxb.) Trin. ex Steud.
50. Chrysopogon zizanioides (L.) Roberty